# Noé Faignient
Noé Faignient, ook gespeld als Noë Faignient, of Noel Faignient (mogelijk geboren in Kamerijk (?) vóór 1540 - overleden vóór 1600) was een renaissance componist uit de Franco-Vlaamse School van polyfonisten.

## Leven
Mogelijk is hij de in 1561 in Antwerpen in de poorterslijsten ingeschreven Noe Menestriers Bastiaenssone geboren van Camerijck speelman.
Van Faignient werden drie kinderen respectievelijk in 1561, 1575 en 1577 in de Antwerpse Onze-Lieve-Vrouwekerk gedoopt.
In Antwerpen verschijnt in 1566 in de bundel Suite de labeur en liesse een vermanend Schriftuurlijk sonnet van Guillaume de Poetou (ca. 1528-1567-68?), gericht tot Noé Faignient:
| A MAISTRE NOUEL FAGNIENT, non moins gentil Musicien qu’excellent compositeur de Musique SONNET |
| --- |
| Saint Matthieu Cap. 18 QUant on veut, mon FAGNIENT, faire & user l’office (Office que povons divine publier) D’approcher son prochein pour le réconcilier De son commis défaut, péché, mésus, & vice; Seul le faut accoster, & en place propice, Qui aisémement le veut sous ses saints dits lier. Autrement s’il ne veut le col au joug plier, (Afin que les préceps soint en fermeté riche) Avoir faut quant & luy des tesmoings deux ou trois: Lors, si d’iceus n’escoute & les commans & vois, Advertir il en faut la Catholique Eglise. Refusant d’elle ouïr & son salut & bien, Tenu soit Publicain, & estimé Payen. L’obstiné digne n’est de la fidelle hantise. |

De precieze toedracht van deze dichterlijke vermaning is nog niet achterhaald.
Faignient gaf muziekles in Antwerpen. Wellicht had hij daar ook een winkel, tussen 1575 en 1580: nr. 53 onder het stadhuis.
In 1580 wordt hij in de registers van de Illustre Lieve Vrouw Broederschap ('s-Hertogenbosch) vermeld als sangmeester van Hertock Erich van Brynswyck, de muziekminnende en zelf musicerende hertog Erik II van Brunswijk-Lüneburg, baron van Liesvelt en heer van stad en land van Woerden, aan wie Cornelius Buschop zijn Psalmen David had opgedragen. Faignient schijnt in ‘s-Hertogenbosch te hebben geprobeerd om zangers voor de hertog te werven.
Omstreeks 1594 zou hij naar Antwerpen zijn teruggekeerd. Nog vóór 1598 zijn hij zijn gestorven.

## Werken
Faignient staat vooral bekend om zijn wereldlijke werken.
Hij zette teksten van dichters als Clément Marot (één lied en één psalm in de bundels van 1568, naast enkele verloren gegane psalmen), Théodore de Beze (1 psalm) en Pierre de Ronsard (een lied op een tekst uit diens Nouvelle Continuation van 1556).

## De bundels van 1568
In 1568 worden een aantal werken verzameld in twee bundels.

### Het handschrift van Linköping
Het handschrift dat te Linköping werd bewaard in de Stifts och Landsbiblioteket bevat 53 driestemmige werken, onderverdeeld in drie categorieën: 34 chansons (waaronder 12 op Nederlandse tekst), 9 madrigali (in het Italiaans), en 10 motetz (in het Latijn). Het handschrift zou een kopie kunnen zijn van een niet bewaard gebleven druk van dat jaar. Melodisch zijn liederen in deze bundel verwant aan die van een aantal liederen van Jacobus Florii. Een indicatie aangaande de ontstaanperiode van alvast één lied uit deze verzameling, is het gegeven dat in 1563 de bewerkte superius van Faignients Schoon lief wat macht u baeten als melodie gebruikt schijnt te zijn voor een contrafact in de refreinbundel van de Brusselse rederijkerskamer De Corenbloeme.

### Chansons, madrigales et motetz à quatre, cinq & six parties. Le premier livre
Een op soortgelijke wijze ingedeelde bundel is de Chansons, madrigales et motetz à quatre, cinq & six parties. Le premier livre, die in Antwerpen uitgegeven werd bij de weduwe van Jan de Laet. Het bevat 44 composities, (waaronder 26 chansons waarvan 6 op Nederlandse tekst, 11 Italiaanse madrigalen en 7 Latijnse motetten). In de opdracht aan Gonçalo Garçia noemt Faignient zijn composities les Premiers fruitz de mon Jardinet.

## De Nederlandse liederen
Zoals blijkbaar in die jaren bij uitstek voor Nederlandse meerstemmige liederen het geval, zijn de meeste van Faignients Nederlandse liederen Schriftuurlijk (hetgeen niet verwonderlijk is in een periode waarin de culturele intelligentsia geheel calvinistisch moet zijn geweest of ten minste met de hervorming sympathiseerde). Vormelijk behoren de liederen veeleer tot de gesproken poëzie dan tot de gezongen lyriek. De verzen tellen vaak een gemiddelde van 10 lettergrepen, wat aansluit bij de toen nieuwe Brabantse versmaat van 10 tot 12 lettergrepen. Een enkel lied is amoureus. In de Franse en Italiaanse teksten worden meer onderwerpen aangeboord.

## Stijl en invloed
In de muzikale stijl van Faignient neemt de imitatie een ondergeschikte plaats in. Hij past een beweeglijk en ritmisch gecompliceerd vrij contrapunt toe, met bescheiden gebruik van chromatiek. Polyfone en homofone passages wisselen elkaar af. Hij volgt zeer consequent de regels van de muzikale retoriek.
Faignient genoot internationale bekendheid. Op een aantal van zijn liederen werd een contrafacttekst geplaatst door de musicus-drukker Simon Goulart.
Een aantal van zijn werken werden opgenomen in een dertigtal drukken van 1569 tot 1661, onder meer in het Livre septième. In minstens elf uitgaven van die bundel, tussen 1617 en 1661, wordt Musica aldersoetste const opgenomen. Misschien is het een (latere) contrafacttekst, gezet op een compositie van Faignient, l’Homme qui nest point amoureus, uit de Antwerpse druk van 1568. Zijn werk werd ook opgenomen in het Engelse Musica Transalpina. In 1732 noemt Walther hem in zijn Musicalisches Lexicon een imitator van Orlando di Lasso:
- ein berühmt gewesener Musicus und Componist zu Antwerpen welcher einige Jahre die Music daselbst gelehret, und Simia Orlandi genennet worden, weil er selbigen zu imitiren sich befliessen. Von seiner Arbeit sind anno 1569 (het betreft de druk van 1568) vier = fünf = und sechsstimmige Motetten und Madrigalien ; und anno 1595 fünff = bis achtstimmige Madrigalien zu Antwerpen gedruckt worden.